# Edita Abdieski
Edita Abdieski (Berna, Suiza, 14 de noviembre de 1984) es una cantautora suiza. Se hizo famosa en Alemania al ganar la edición de 2010 del programa televisivo X Factor.

## Comienzos
Sus padres son de ascendencia macedonia y montenegrina. Educada en una casa musulmana junto a sus tres hermanos menores, pasó gran parte de su infancia en el barrio de Bümpliz-Oberbottigen en Berna, donde estudió primaria y secundaria. Su padre falleció de cáncer en 1992. A los once años, formó parte de su primera banda musical en la escuela y a los trece años comenzó a componer canciones. Tras abandonar la escuela, se educó como empleada de oficina cualificada, pero soñaba con absolver estudios de canto, para lo que se dio de alta en la Escuela de música suiza en Berna — con la oposición de su madre, escéptica sobre las ambiciones de su hija, motivando a su hija a abandonar el hogar familiar para mudarse a un piso compartido con otras jóvenes en 2002. Para financiar su formación académica, tuvo cuatro trabajos a la vez.

## Carrera

### 2002 – 2009: Comienzos
En 2002 un productor ofreció a Abdieski y a una compañera de escuela, Vanessa Tancredi, a colaborar en un álbum en dialecto alemán suizo. Tras poca práctica con el dialecto aceptó una oferta para grabar un álbum completo, y durante los dos años siguientes, la pareja trabajó con el dúo de productores Thomas Fässler y Ben Mühlethaler en lo que sería el álbum debut de Vanessædita. Entretanto, Abdieski trabajó como cantante de coro para la banda de pop rock suiza Lunik y trabajó con el músico suizo de origen colombiano Santiago Cortés, en su álbum debut Welcome to My Airline (2005). El sencillo principal del álbum, "Don't Leave Me," fue escrito y co-interpretado por Abdieski, y alcanzó el puesto 40 en las listas suizas de sencillos. Aún Vanessædita, Abdieski fue elegida para el papel principal de Kimberly en el musical Dance Me! – The Streetdance Musical en el otoño de 2005. Un álbum del mismo título, en el que participó, salió al mercado en enero de 2006, pero no fue exitoso.
Tras el contrato con Vanessædita firmado con la discográfica Muve Recordings, su álbum Z'Debü ("El estreno") fue finalmente lanzado en toda Suiza en marzo de 2006. Aunque su primer sencillo "Wenn ig nume wüsst" alcanzó un puesto entre los 50 primeros de las listas suizas, el álbum, con influencias de pop soul solo alcanzó el puesto 82 de las listas suizas. En 2007 Abdieski y Tancredi se separaron por diferencias musicales. Abdieski afirmó más tarde que, después del primer álbum, se dio cuenta de que el dialecto alemán suizo "no era lo suyo".

### 2010:X Factor
Abdieski participó en el casting de la serie televisiva X Factor en su primera edición de 2010 cantando la canción "Tell Me 'Bout It" de Joss Stone. Su tutor fue Till Brönner y ganó la edición el 9 de noviembre de 2010, consiguiendo así un álbum con la discográfica Sony Music.
| Participación en X Factor                                      | Título de la canción               | Intérprete original | Cuota (posición)  |
| -------------------------------------------------------------- | ---------------------------------- | ------------------- | ----------------- |
| Casting                                                        | Tell Me 'Bout It                   | Joss Stone          | ins Bootcamp      |
| Bootcamp                                                       | Mama Do (Uh Oh, Uh Oh)             | Pixie Lott          | ins Juryhaus      |
| Juryhaus                                                       | With a Little Help from My Friends | Joe Cocker          | in die Live Shows |
| Liveshow 1: Playlist 2010 (21 de septiembre de 2010)           | Empire State of Mind               | Alicia Keys         | 13,92 % (4/9)     |
| Liveshow 2: Blockbuster Night (28 de septiembre de 2010)       | Street Life                        | Randy Crawford      | 12,91 % (5/8)     |
| Liveshow 3: Kings and Queens of Pop (5 de octubre de 2010)     | Respect                            | Aretha Franklin     | 15,33 % (3/7)     |
| Liveshow 4: Mystery Night (12 de octubre de 2010)              | Heavy Cross                        | Gossip              | 18,15 % (3/6)     |
| Liveshow 5: Laut und leise (19 de octubre de 2010)             | Just Like a Pill                   | Pink                | 19,43 % (3/5)     |
| Liveshow 5: Laut und leise (19 de octubre de 2010)             | Russian Roulette                   | Rihanna             | 19,43 % (3/5)     |
| Liveshow 6: A Night at the Club (26 de octubre de 2010)        | Release Me                         | Agnes               | 27,42 % (1/4)     |
| Liveshow 6: A Night at the Club (26 de octubre de 2010)        | Why Don't you Love Me              | Beyoncé Knowles     | 27,42 % (1/4)     |
| Liveshow 7: Michael Jackson & Friends (2 de noviembre de 2010) | Blame It on the Boogie             | The Jackson Five    | 41,53 % (1/3)     |
| Liveshow 7: Michael Jackson & Friends (2 de noviembre de 2010) | You Are So Beautiful               | Diana Ross          | 41,53 % (1/3)     |
| Liveshow 8: Finale (9 de noviembre de 2010)                    | Run                                | Leona Lewis         | 74,10 % (1/2)     |
| Liveshow 8: Finale (9 de noviembre de 2010)                    | Wo willst du hin?                  | Xavier Naidoo       | 74,10 % (1/2)     |
| Liveshow 8: Finale (9 de noviembre de 2010)                    | I've Come to Life                  | Edita Abdieski      | 74,10 % (1/2)     |

## Discografía

### Álbumes
- 2011: "Fade Away" (DE: #10, AT: #14, CH: #48)

### Sencillos
- 2010: "I've Come to Life" (DE: #8, AT: #16, CH: #27)
- 2011: "The Key" (DE: #20, AT: #49, CH: #89)

### Colaboraciones
- 2006: Santiago Cortés – First Class[12]
  - Let The Music Play
  - Don't Leave Me

- 2011: "The Best Thing About Me Is You" (Ricky Martin feat. Edita, DE: #57)